# West Bountiful
West Bountiful è un comune degli Stati Uniti d'America, nella Davis nello Stato dello Utah.